# Pissy (Somme)
Pour les articles homonymes, voir Pissy.
Pissy est une commune française située dans le département de la Somme, en région Hauts-de-France.

## Géographie

### Localisation
Pissy est un village picard de l'Amiénois.
À vol d'oiseau, la localité est située à 9 km au sud-ouest d'Ailly-sur-Somme, 12 km au sud-ouest d'Amiens, 34 km au sud-est d'Abbeville et à 47 km au nord de Beauvais.
Le territoire de la commune est limitrophe de ceux de six communes.
Les communes limitrophes sont Bovelles, Clairy-Saulchoix, Fluy, Guignemicourt, Revelles et Seux.

### Géologie et relief
Pissy bénéficie d'un sol constitué de limon fertile et d'argile à silex reposant sur un sous-sol crayeux n'affleurant pratiquement jamais.

### Hydrographie
La commune est située dans le bassin Artois-Picardie. Elle n'est drainée par aucun cours d'eau.

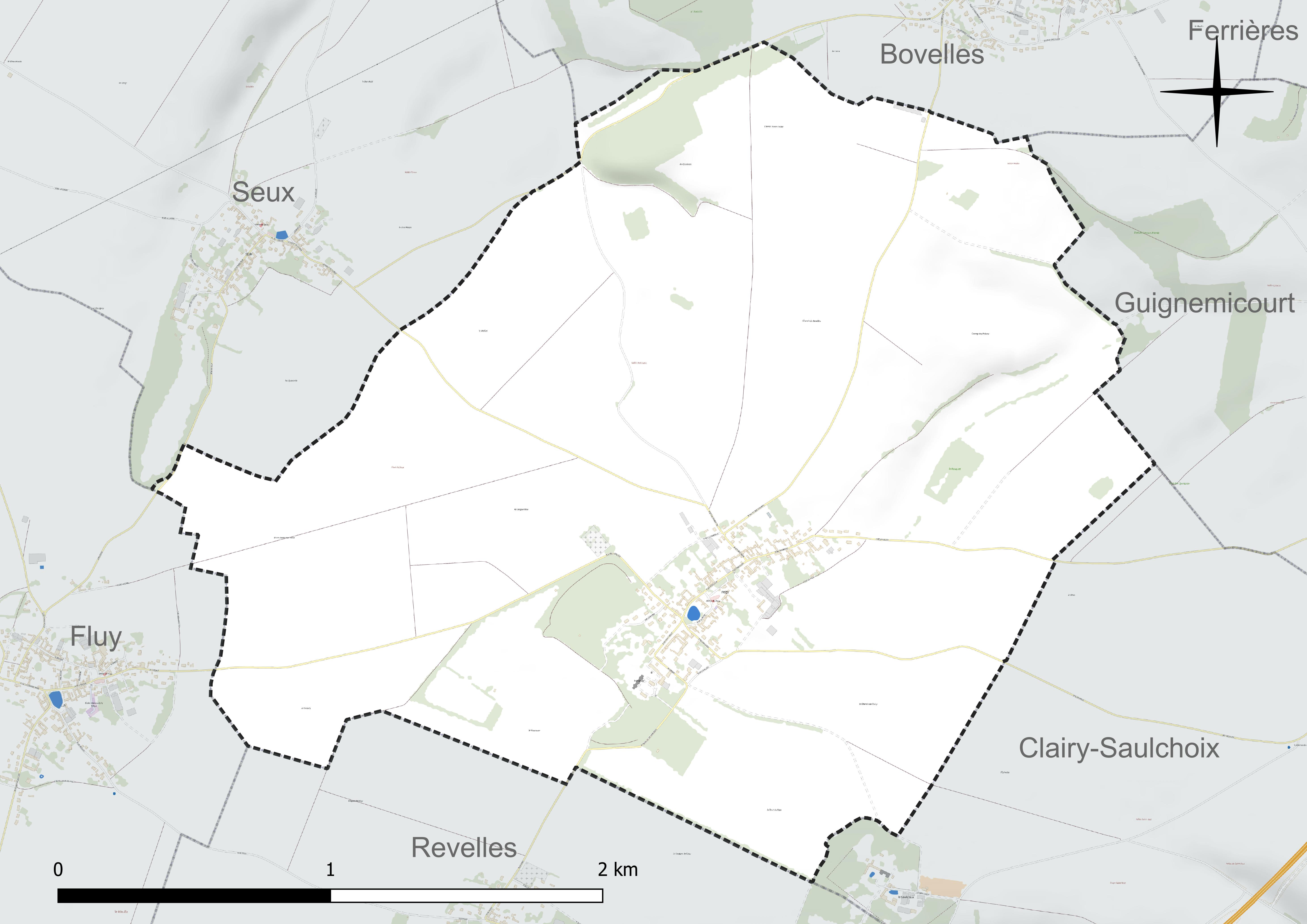
Réseau hydrographique de Pissy.

### Climat
Pour des articles plus généraux, voir Climat des Hauts-de-France et Climat de la Somme.
En 2010, le climat de la commune est de type climat océanique dégradé des plaines du Centre et du Nord, selon une étude du CNRS s'appuyant sur une série de données couvrant la période 1971-2000. En 2020, Météo-France publie une typologie des climats de la France métropolitaine dans laquelle la commune est exposée à un climat océanique et est dans la région climatique Côtes de la Manche orientale, caractérisée par un faible ensoleillement (1 550 h/an) ; forte humidité de l'air (plus de 20 h/jour avec humidité relative > 80 % en hiver), vents forts fréquents.
Pour la période 1971-2000, la température annuelle moyenne est de 10,2 °C, avec une amplitude thermique annuelle de 14,4 °C. Le cumul annuel moyen de précipitations est de 743 mm, avec 11,7 jours de précipitations en janvier et 8,6 jours en juillet. Pour la période 1991-2020, la température moyenne annuelle observée sur la station météorologique la plus proche, située sur la commune de Glisy à 19 km à vol d'oiseau, est de 11,1 °C et le cumul annuel moyen de précipitations est de 646,6 mm,. Pour l'avenir, les paramètres climatiques de la commune estimés pour 2050 selon différents scénarios d'émission de gaz à effet de serre sont consultables sur un site dédié publié par Météo-France en novembre 2022.

## Urbanisme

### Typologie
Au 1er janvier 2024, Pissy est catégorisée commune rurale à habitat dispersé, selon la nouvelle grille communale de densité à sept niveaux définie par l'Insee en 2022.
Elle est située hors unité urbaine. Par ailleurs la commune fait partie de l'aire d'attraction d'Amiens, dont elle est une commune de la couronne,. Cette aire, qui regroupe 369 communes, est catégorisée dans les aires de 200 000 à moins de 700 000 habitants,.

### Occupation des sols
L'occupation des sols de la commune, telle qu'elle ressort de la base de données européenne d'occupation biophysique des sols Corine Land Cover (CLC), est marquée par l'importance des territoires agricoles (93 % en 2018), une proportion identique à celle de 1990 (93 %). La répartition détaillée en 2018 est la suivante : 
terres arables (93 %), zones urbanisées (5,2 %), forêts (1,8 %). L'évolution de l'occupation des sols de la commune et de ses infrastructures peut être observée sur les différentes représentations cartographiques du territoire : la carte de Cassini (XVIIIe siècle), la carte d'état-major (1820-1866) et les cartes ou photos aériennes de l'IGN pour la période actuelle (1950 à aujourd'hui).

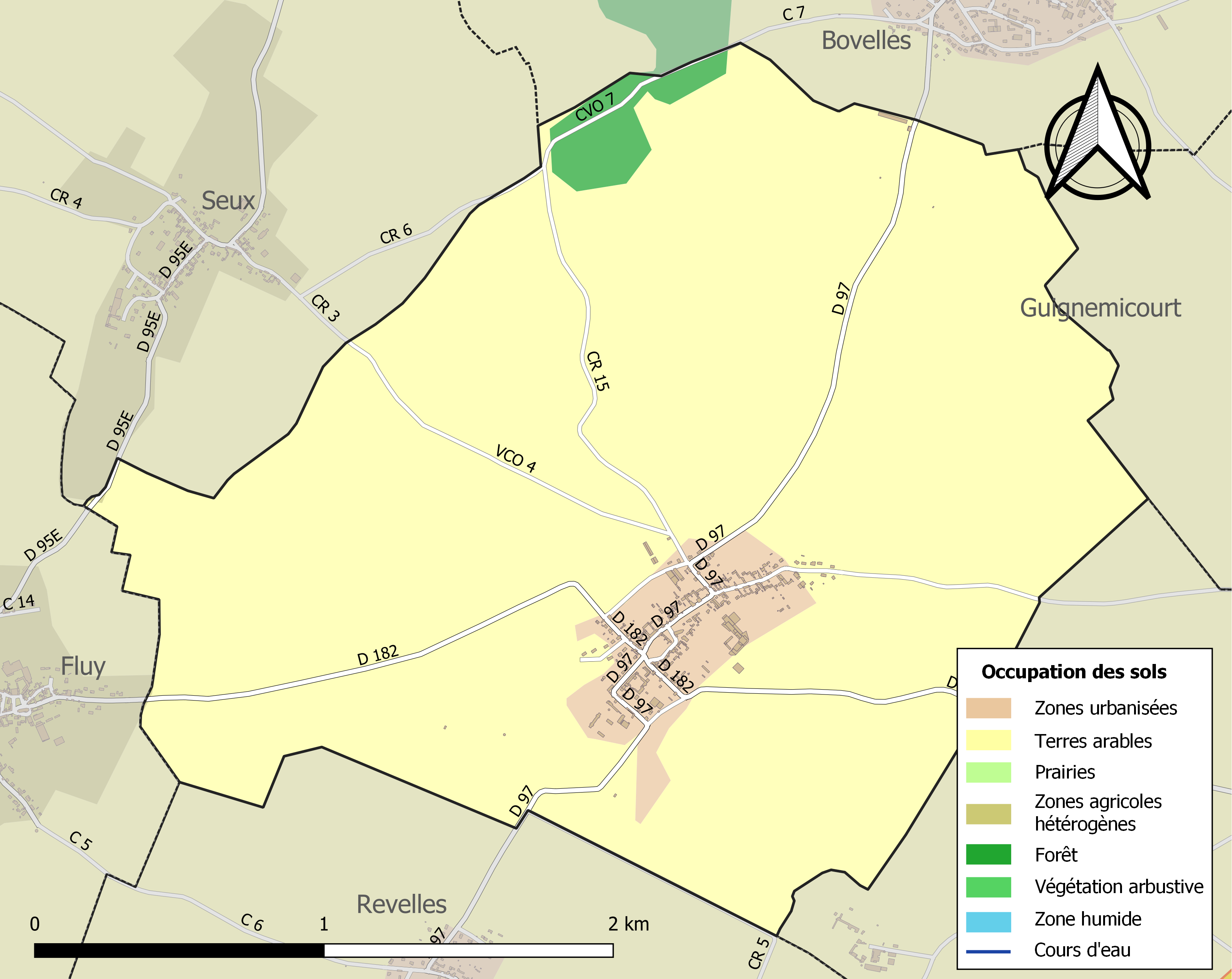
Carte des infrastructures et de l'occupation des sols de la commune en 2018 (CLC).

### Habitat
| Logements                                        | Nombre en 2016 | % en 2016 | nombre en 2011 | % en 2011 |
| ------------------------------------------------ | -------------- | --------- | -------------- | --------- |
| Total                                            | 131            | 100 %     | 126            | 100 %     |
| Résidences principales                           | 119            | 90,8 %    | 115            | 90,9 %    |
| → Dont HLM                                       | 0              | 0 %       | 0              | 0 %       |
| Résidences secondaires et logements occasionnels | 6              | 4,6 %     | 8              | 6,6 %     |
| Logements vacants                                | 6              | 4,6 %     | 3              | 2,5 %     |
| Dont :                                           |                |           |                |           |
| → maisons                                        | 131            | 100 %     | 126            | 100 %     |
| → appartements                                   | 0              | 0 %       | 0              | 0 %       |

Le parc de logements de la commune est assez récent : 22,1 % a été construit avant 1919, 11,8 % entre 1919 et 1945, 12,9 % entre 1946 et 1970, 32,3 % entre 1971 et 1990, 10,1 % entre 1991 et 2005, et 10,8 % depuis 2006.

## Toponymie
Le village s'est appelé Pisciacum en 751, Piccium en 1146, Pisci en 1248, Pyssi en 1301, pour devenir ensuite Pissy qui vient de « poisson ». Autrefois il a aussi été appelé Pissy-belle-mare.
Les Jeux, le Bois de longue attente, le Hem, le Chemin Notre-Dame, le Moulin Manty, la Louvière figurent parmi les noms de lieux-dits qui évoquent le plus le passé.

## Histoire

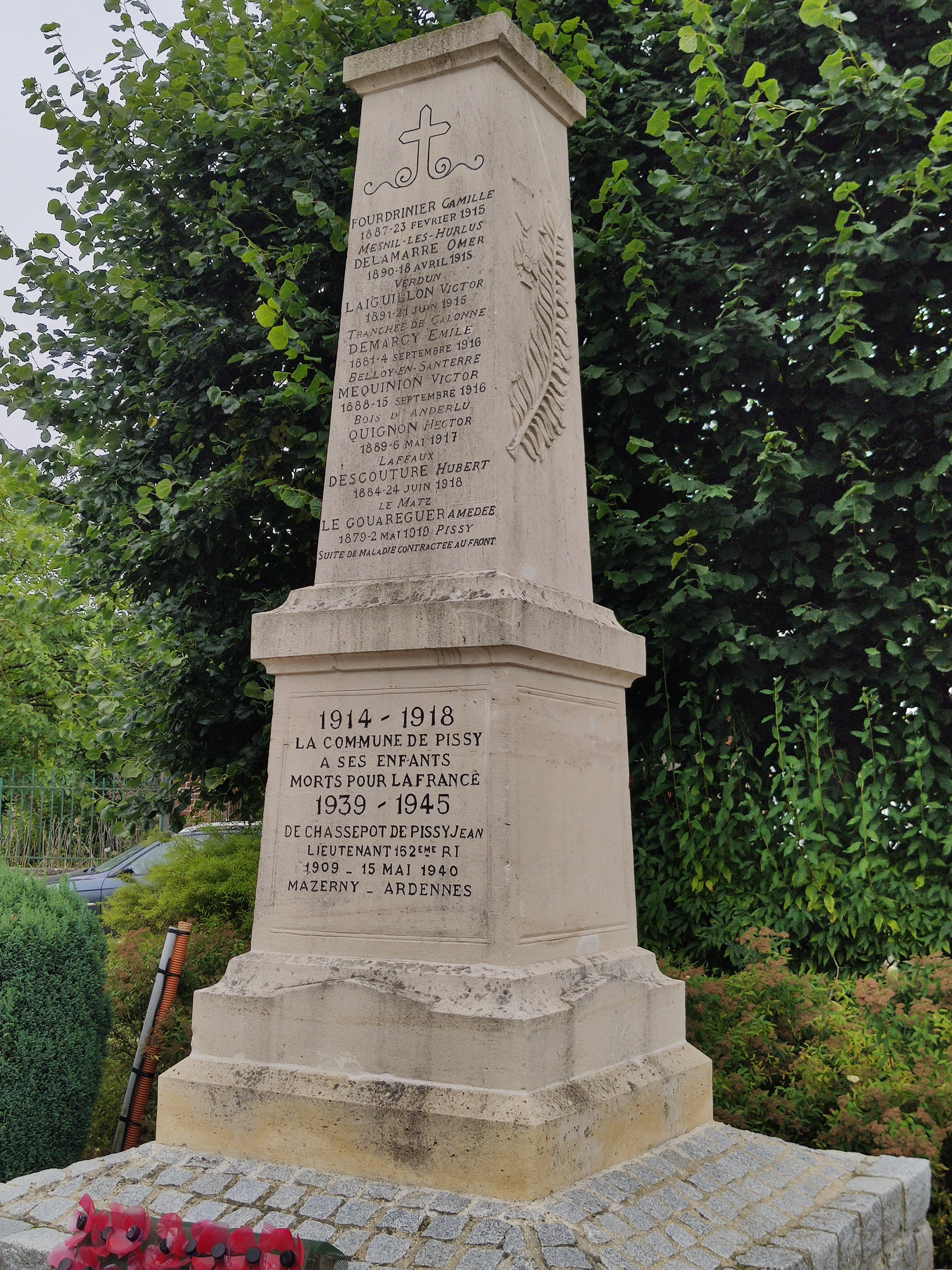
Le monument aux morts.

### Moyen Âge
La seigneurie de Pissy a changé de propriétaire plusieurs fois. En 750, Pépin, majordome, restitua  Pisciacum au monastère Saint-Denis avec ses 315 ha. Pissy releva ensuite du Vidame de Picquigny. Il fut divisé en deux parties vers 1282 : la première appartient à la seigneurie de Saisseval jusqu'en 1734, la seconde appartint successivement à l'évêque d'Amiens en 1282, à Jean de Novion de Thièvres en 1295, à Charles de Louvencourt du Saulchay en 1564, et à l'abbaye Saint-Lucien de Beauvais en 1639, qui la vendit à François de Saisseval déjà cité, seigneur de la première part.
Sa fille Françoise-Geneviève apporte la seigneurie par mariage à Jean-François de Chassepot de Beaumont. La famille de Chassepot a conservé la terre jusqu'à nos jours. Dans ses mémoires, un certain Sirnon de Pissy nous rapporte que la politique et les négociations étaient ses talents particuliers, à tel point que le roi l'envoya en 1142 à Rome, vers le pape Innocent II, où sa mission lui mérita l'estime des deux puissances.

### Époque moderne

#### Circonscriptions d'Ancien Régime
La vie civile était autrefois organisée autour du bailliage d'Amiens, de l'intendance de Picardie, et du grenier à sel d'Amiens.

#### Époque contemporaine
En janvier 2018, le blason est dévoilé aux habitants du village.

## Politique et administration

### Rattachements administratifs et électoraux
La commune se trouve dans l'arrondissement d'Amiens du département de la Somme. Pour l'élection des députés, elle fait partie depuis 1958 de la troisième circonscription de la Somme.
Elle faisait partie depuis 1801 du canton de Molliens-Dreuil. Dans le cadre du redécoupage cantonal de 2014 en France, la commune est désormais intégrée au canton d'Ailly-sur-Somme.

### Intercommunalité
Pissy est membre de la  communauté d'agglomération Amiens Métropole.

### Liste des maires
| Période                                  | Période                      | Identité                                | Étiquette | Qualité |
| ---------------------------------------- | ---------------------------- | --------------------------------------- | --------- | ------- |
| Les données manquantes sont à compléter. |                              |                                         |           |         |
| avant 1981                               |                              | Adalbert de Chassepot de Pissy          |           |         |
| mars 1982                                | 1999                         | Jean-François Lefebvre[réf. nécessaire] |           |         |
| Les données manquantes sont à compléter. |                              |                                         |           |         |
| mars 2001                                | 2014                         | Gérard Gérin                            |           |         |
| 2014                                     | 2020                         | Philippe Poiret                         |           |         |
| 2020                                     | En cours (au 8 octobre 2020) | Laurent Vindevogel                      |           |         |

## Population et société

### Démographie
L'évolution du nombre d'habitants est connue à travers les recensements de la population effectués dans la commune depuis 1793. Pour les communes de moins de 10 000 habitants, une enquête de recensement portant sur toute la population est réalisée tous les cinq ans, les populations de référence des années intermédiaires étant quant à elles estimées par interpolation ou extrapolation. Pour la commune, le premier recensement exhaustif entrant dans le cadre du nouveau dispositif a été réalisé en 2004.

En 2022, la commune comptait 290 habitants, en évolution de +5,07 % par rapport à 2016 (Somme : −1,26 %, France hors Mayotte : +2,11 %).
| 1793 | 1800 | 1806 | 1821 | 1831 | 1836 | 1841 | 1846 | 1851 |
| ---- | ---- | ---- | ---- | ---- | ---- | ---- | ---- | ---- |
| 400  | 388  | 448  | 496  | 474  | 476  | 422  | 390  | 397  |

| 1856 | 1861 | 1866 | 1872 | 1876 | 1881 | 1886 | 1891 | 1896 |
| ---- | ---- | ---- | ---- | ---- | ---- | ---- | ---- | ---- |
| 382  | 388  | 369  | 338  | 322  | 295  | 270  | 248  | 264  |

| 1901 | 1906 | 1911 | 1921 | 1926 | 1931 | 1936 | 1946 | 1954 |
| ---- | ---- | ---- | ---- | ---- | ---- | ---- | ---- | ---- |
| 244  | 236  | 223  | 211  | 191  | 178  | 196  | 201  | 184  |

| 1962 | 1968 | 1975 | 1982 | 1990 | 1999 | 2004 | 2006 | 2009 |
| ---- | ---- | ---- | ---- | ---- | ---- | ---- | ---- | ---- |
| 170  | 177  | 176  | 220  | 304  | 298  | 271  | 260  | 282  |

| 2014 | 2019 | 2022 | - | - | - | - | - | - |
| ---- | ---- | ---- | - | - | - | - | - | - |
| 282  | 292  | 290  | - | - | - | - | - | - |

### Enseignement

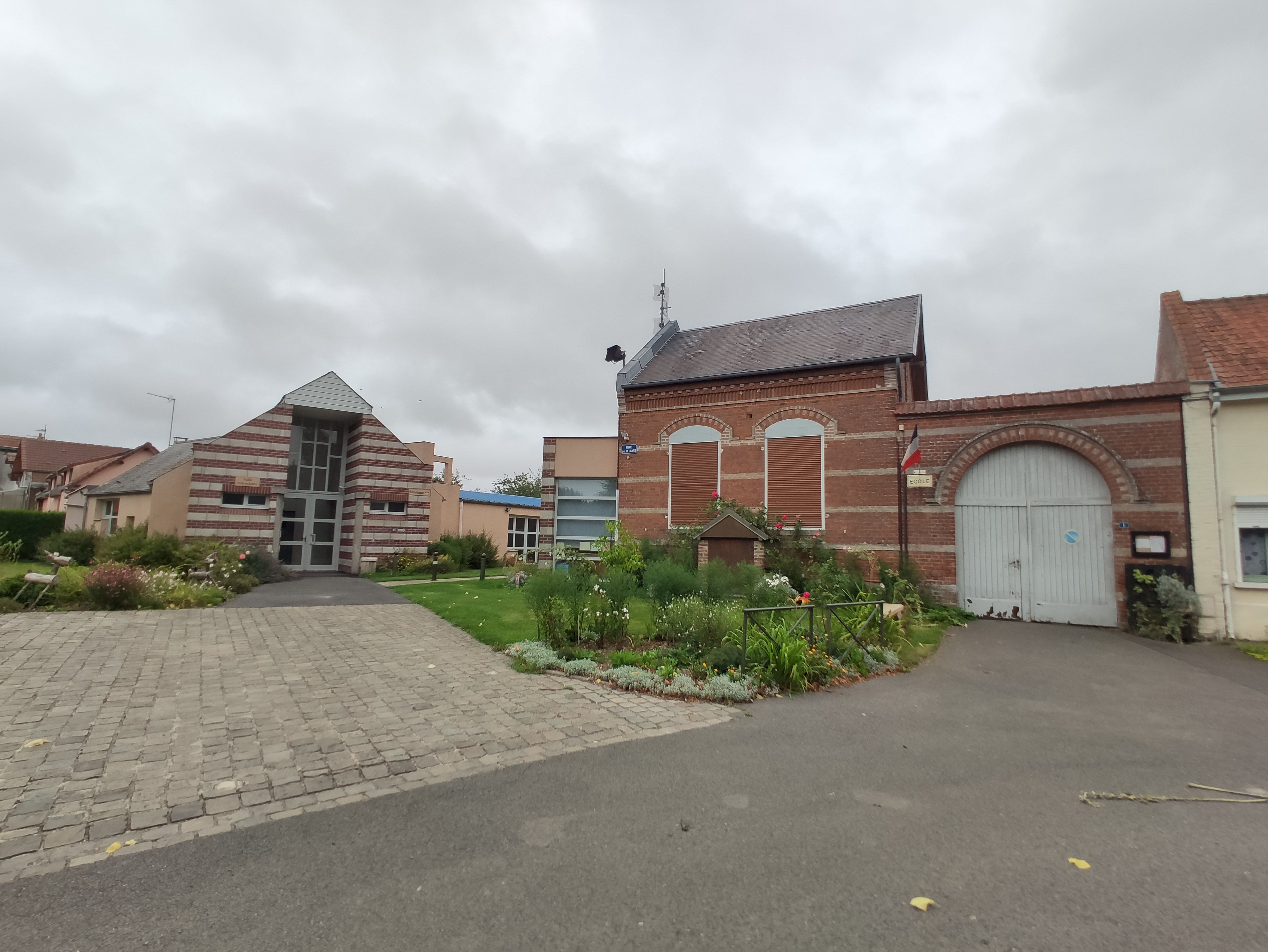
L'école et la salle communale.

Les enfants de la commune sont scolarisés dans le cadre d'un regroupement pédagogique intercommunal administré par un syndicat scolaire qui regroupe les villages de Pissy, Bovelles, Ferrières, Guignemicourt, Seux, Clairy-Saulchoix et Briquemesnil-Floxicourt. En 2018, la structure scolarise  environ 150 élèves.
À la rentrée 2014, Guignemicourt accueille les très-petits/petits, Seux les moyens, Pissy la grande section, Bovelles les CP et les CM1, Briquemesnil les CE1 et des CE2, Ferrières des CE2 et les CM2.
Si la cantine siège à Pissy, des garderies sont mises en place à Ferrières et Guignemicourt.

### Cultes
Le village relève, dans l'organisation ecclésiastique catholique, du diocèse d'Amiens et du doyenné de Conty. La paroisse de Pissy est consacrée à Saint-Fuscien.
Pour ce qui concerne la vie religieuse, par décision de l'évêque d'Amiens, la commune de Pissy dépend de la paroisse Saint-Simon du Molliénois.

## Culture locale et patrimoine

### Lieux et monuments
- Château, à l'entrée du village, en venant de Revelles. Le château, représentatif des demeures seigneuriales de l'Amiénois aux XVIIe et XVIIIe siècles, bâti en brique et pierre, date du XVIIe siècle et a été a édifié sous l'égide de François de Saisseval, seigneur de Pissy[29].

Sa grille, de la même époque, est encadrée de deux colonnes, elle est accompagnée d'un saut de loup.
Dans la cour, a été édifié un colombier en pierre datant de 1681.

Façade principale du château
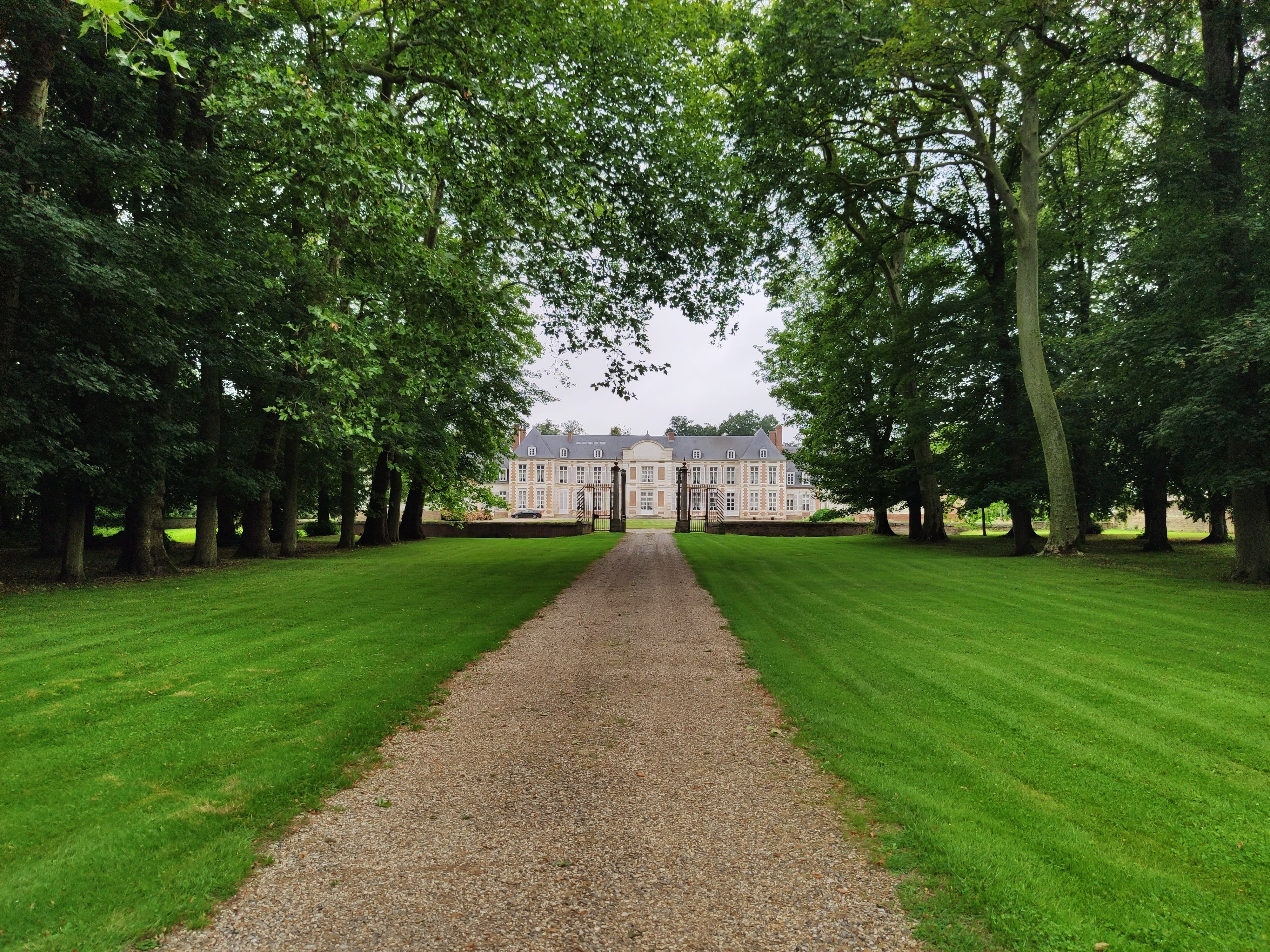
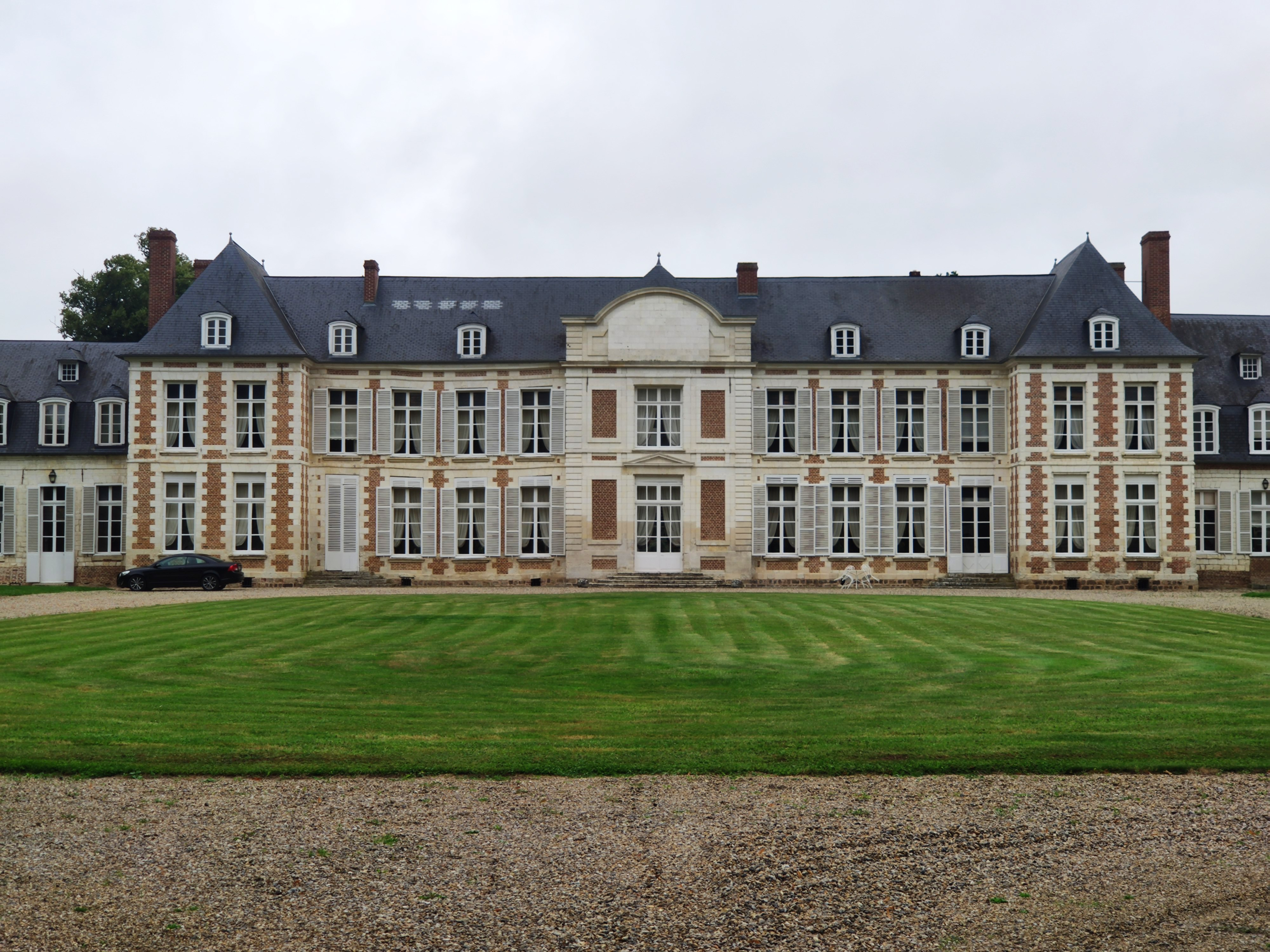
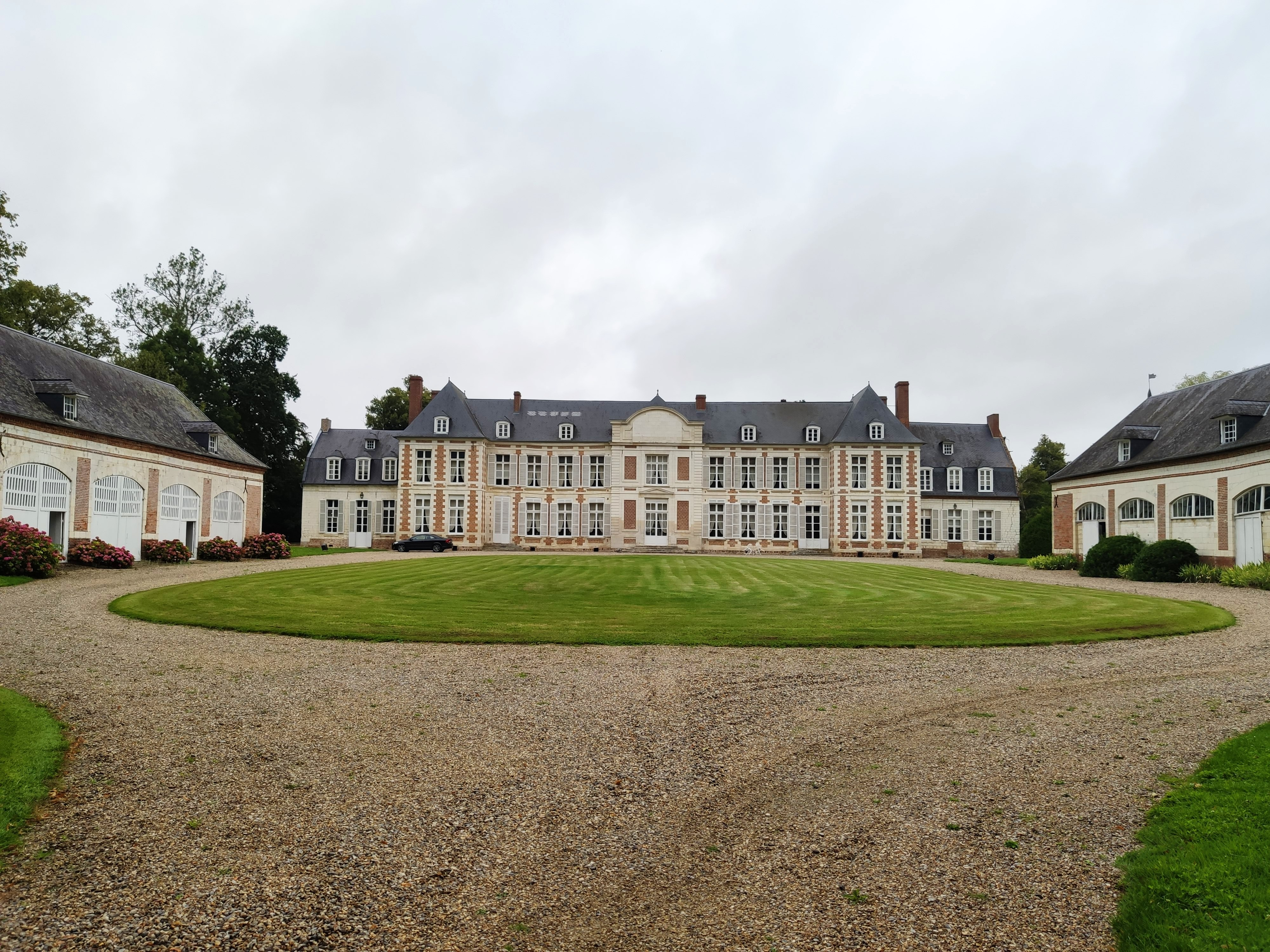

- Église Saint-Fuscien : l'église, en pierre calcaire, à base de grès, est du XVIe siècle. Sa tour carrée est surmontée d'un clocher pointu en charpente, couvert d'ardoise. La porte principale est ornée d'une moulure en accolade, l'abside est à trois pans. L'église est soutenue par des contreforts à talus. L'un porte la date de 1742, l'autre un écusson « deux bars adossés, trois étoiles » qui est de Saisseval. Sur un contrefort de la façade, subsiste un cadran solaire. Un larmier gothique entoure l'église contournant les contreforts. Les fenêtres sont garnies d'une moulure en archivolte. À l'intérieur, la voûte est en bois recouvert d'enduit et la corniche est en bois uni, ornée de blochets représentant des têtes humaines[30].

Ses façades et son clocher ont dû faire l'objet d'une réhabilitation en 2009/2010, avec l'aide de la Fondation du Patrimoine. Les fonts baptismaux sont anciens.
- Mairie, petit bâtiment accolé à l'église, qui fut sans doute autrefois la sacristie.
- Monument aux morts.
- Deux puits de pierre.
- Vierge en fonte en face du château, sur un socle de pierre[33].

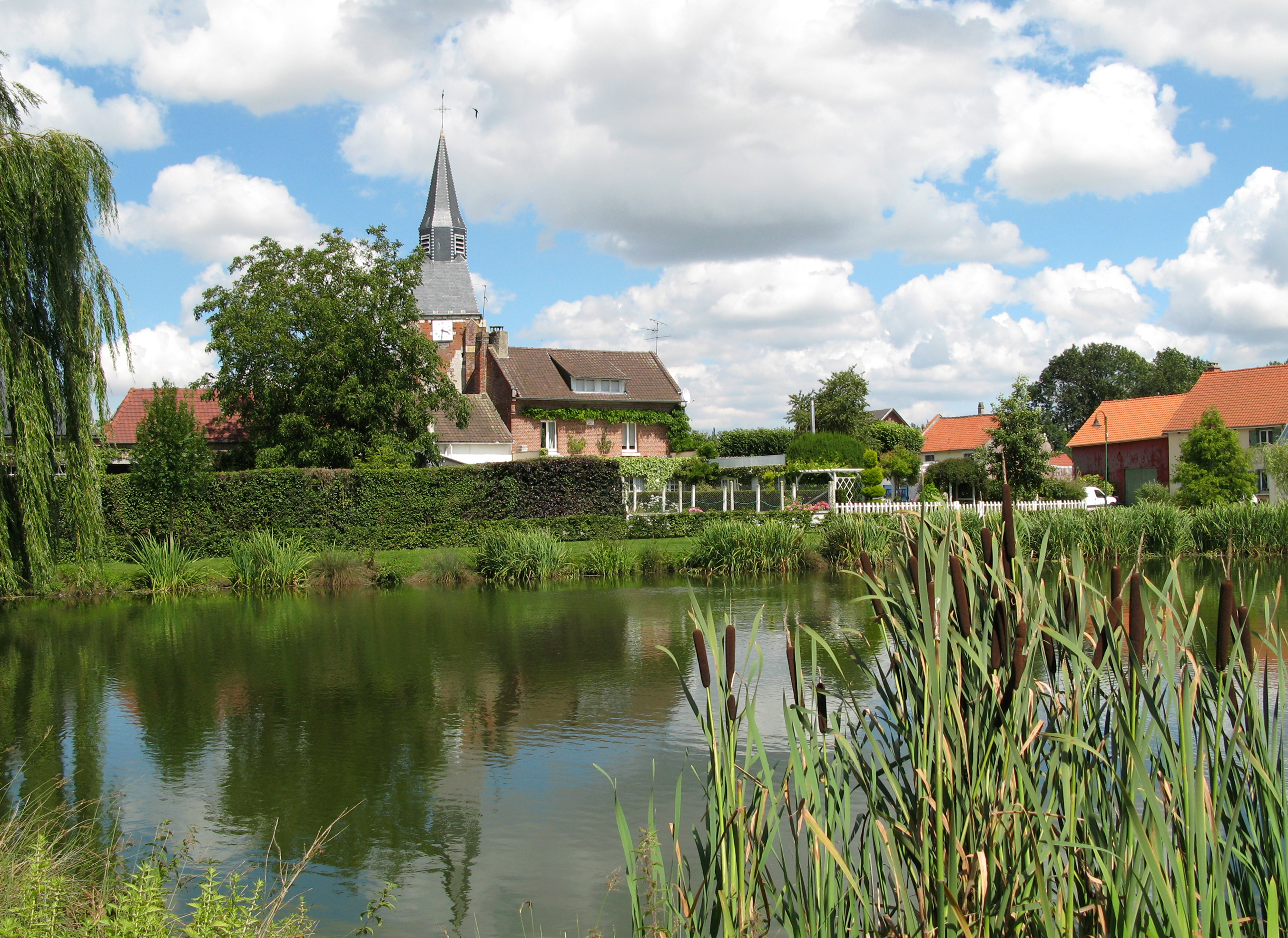
La mare et l'église.
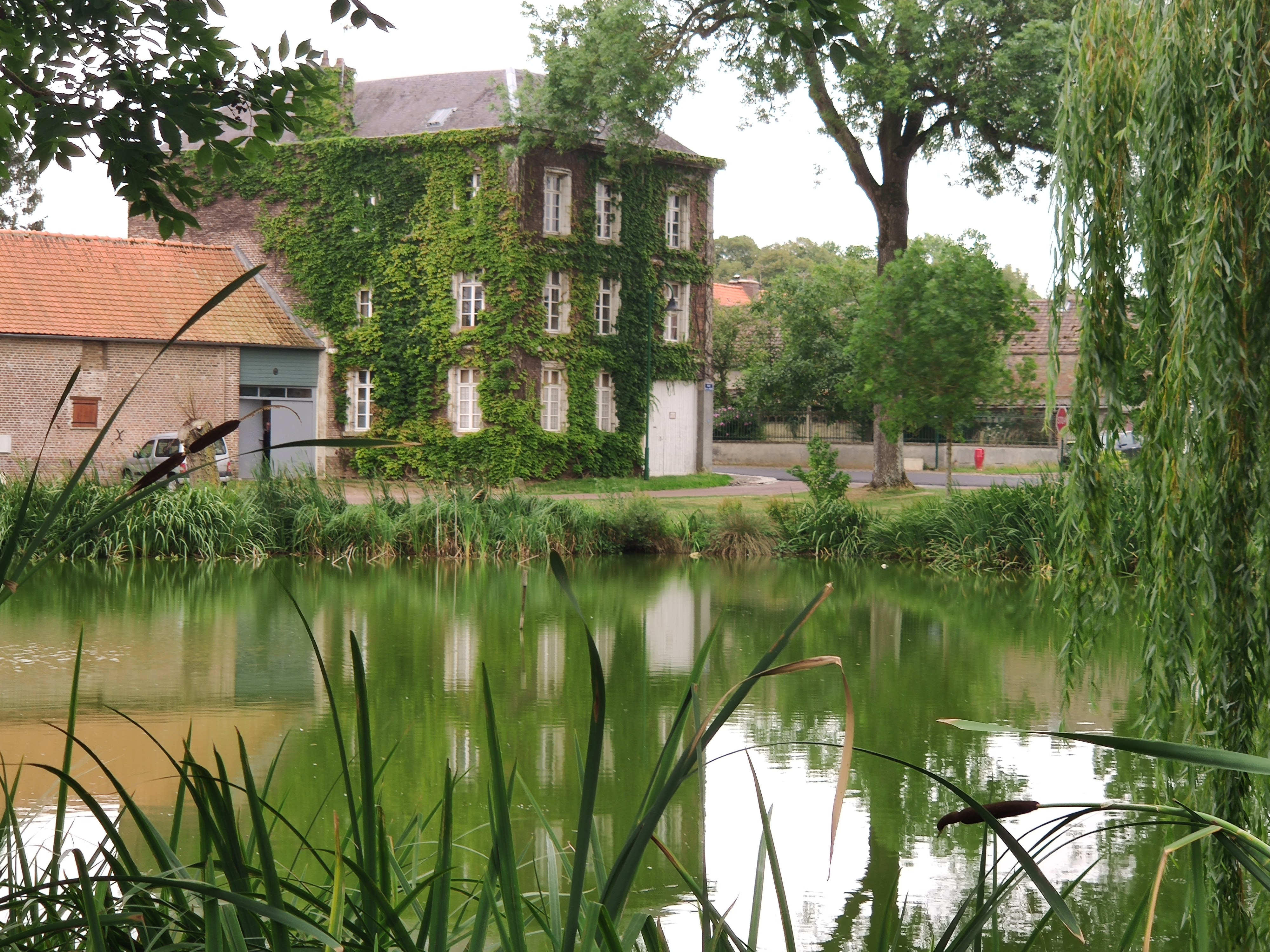
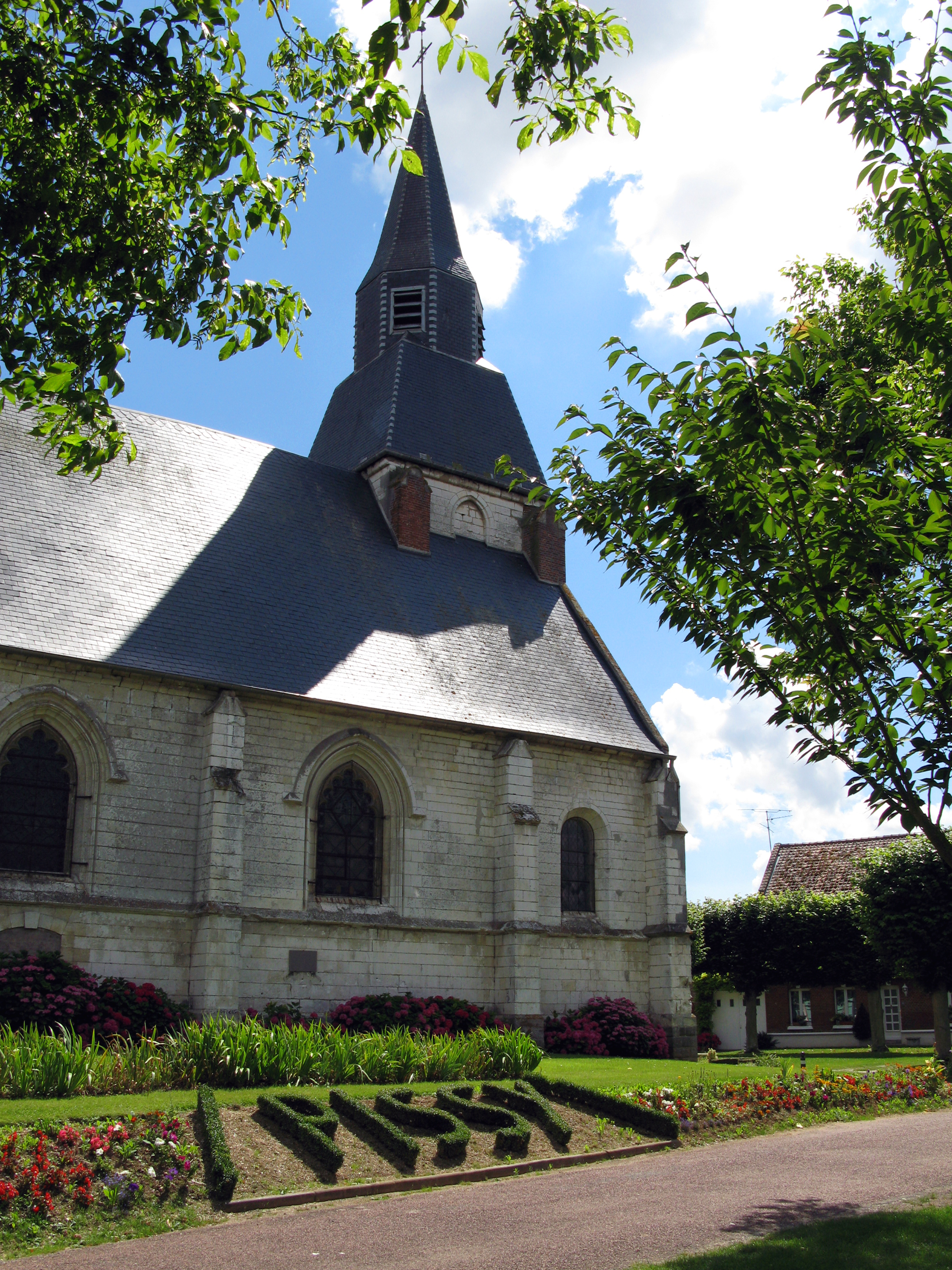
L'église Saint-Fuscien, vue depuis la place.
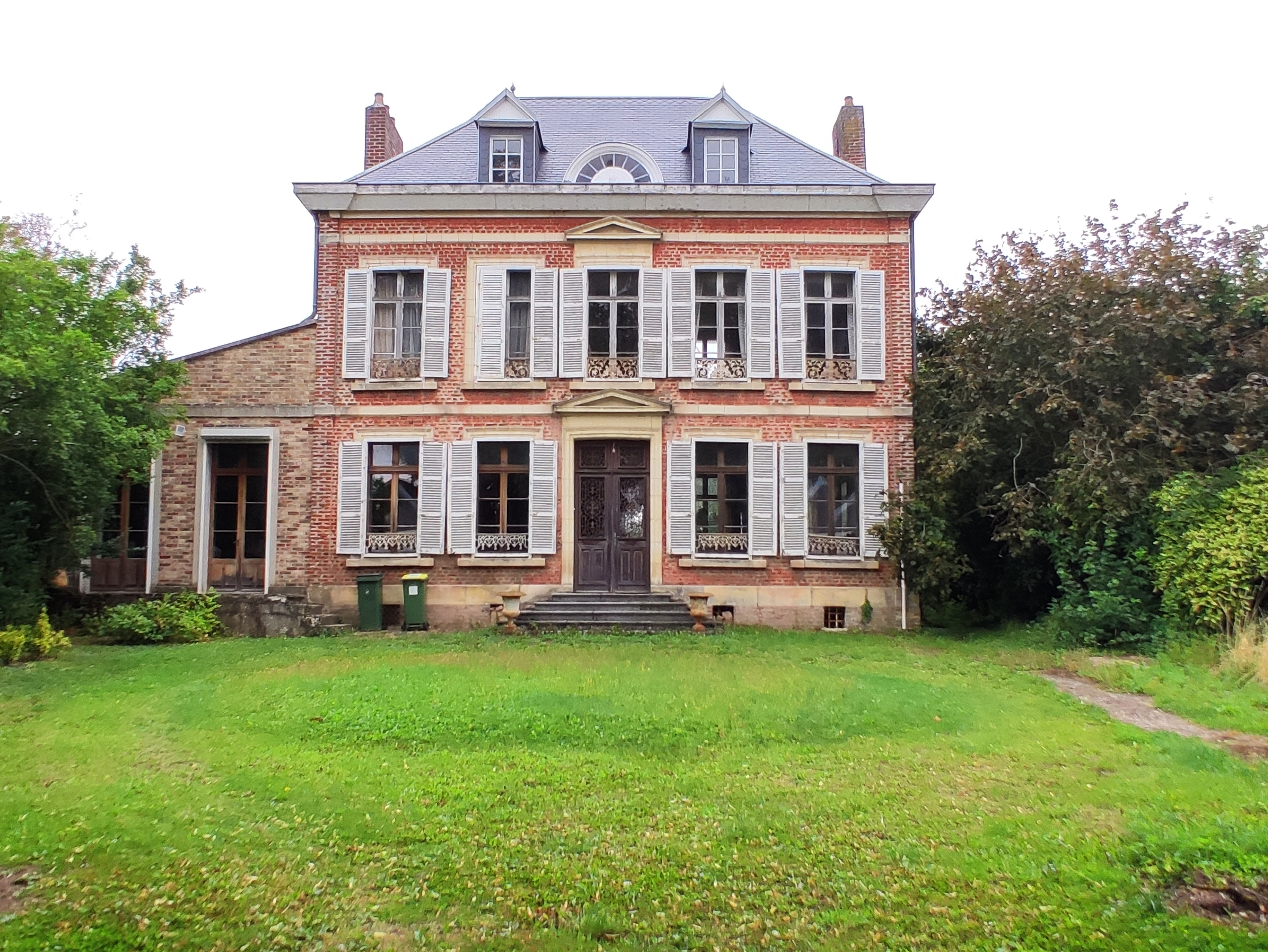
Maison de maître.
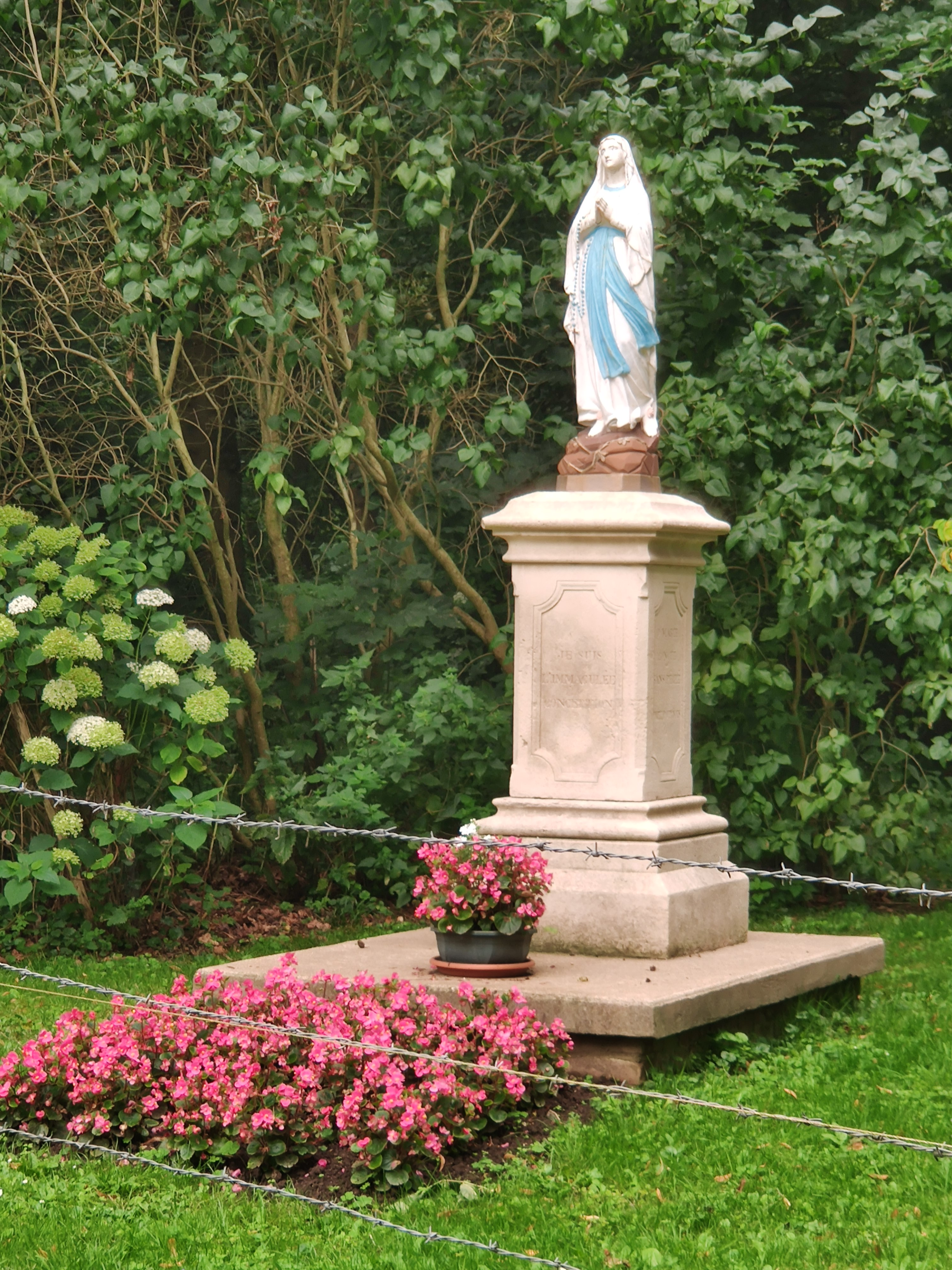
Statue de la vierge.

### Patrimoine agricole

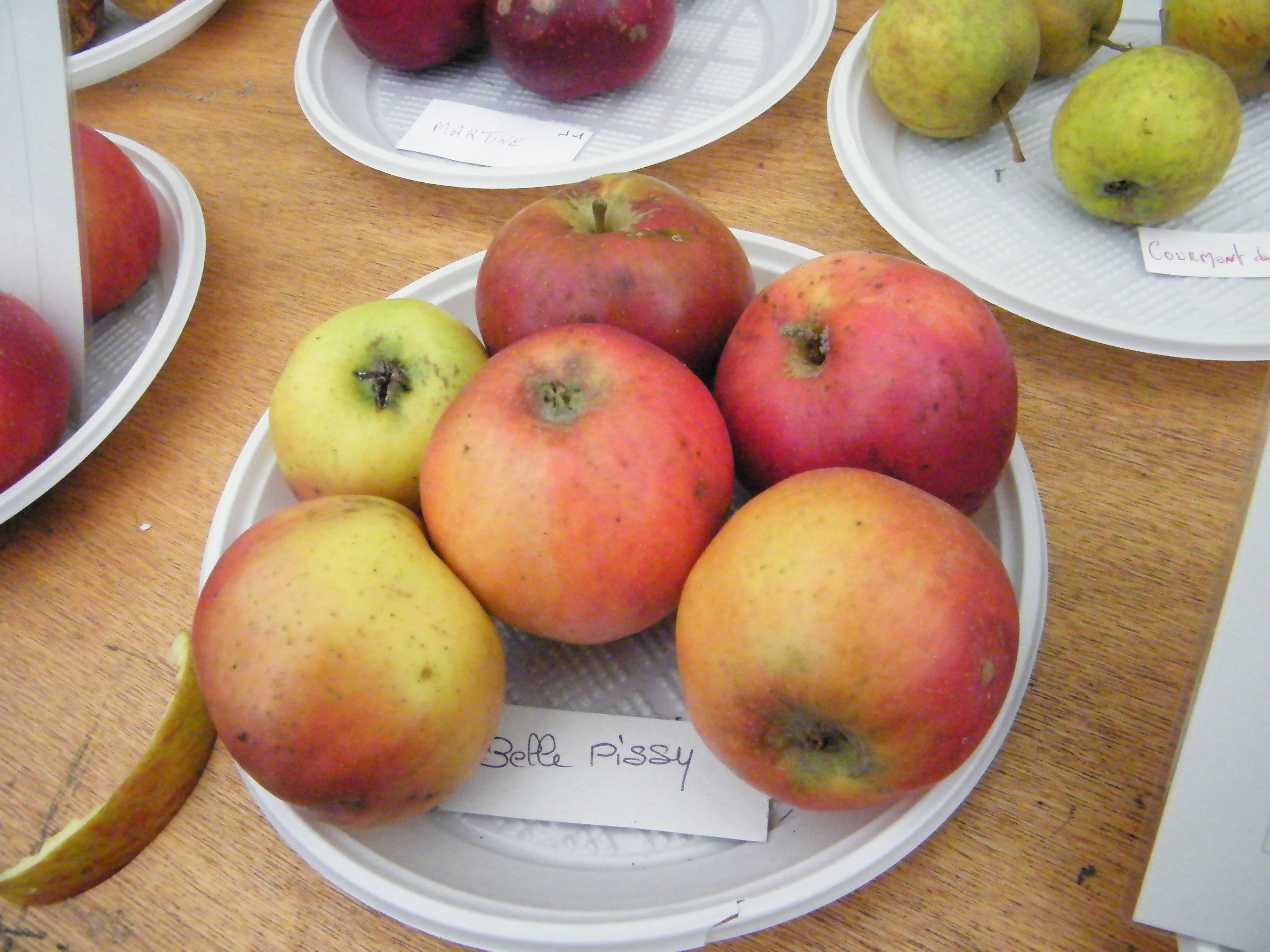
Six Belles de Pissy.

Une variété ancienne de pomme, la « Belle de Pissy », porte le nom du village.

### Héraldique
| Blason de Pissy | Blason  | D'azur à deux truelles d'or passées en sautoir la poignée vers la pointe, accompagnées en chef d'une rose, en flancs de deux pommes feuillées d'une pièce et en pointe d'un poisson, le tout du même,. |
| Blason de Pissy | Détails | Le blason comprend deux truelles, en référence aux 39 maçons recensés dans la commune en 1851. Figurent aussi deux pommes, symbolisant une variété locale, la belle de Pissy. La rose, était emblème de la famille Chassepot de Pissy qui a marqué l'histoire de la commune. Le poisson serait à l'origine du nom du village Pisciacum, en 751. Azur et or étaient les couleurs des armes de la famille Chassepot. Conçu par Jacques Dulphy, avec l'aide de Daniel Juric et Arcady Voronzov, et les conseils de Philippe Poiret, maire. Adopté le 29 septembre 2017. |